# Bernhard von Cles
Bernhard von Cles, ou Bernardo Clesio, ou Bernard de Cles (né à Cles dans le Saint-Empire romain germanique, le 11 mars 1485, et mort à Brixen le 30 juillet 1539), est un cardinal autrichien du XVIe siècle.

## Biographie
Bernhard von Cles est diplômé de l'université de Bologne. Il est ordonné prêtre le 11 septembre 1515. 
Il est chanoine et archidiacre majeure de Trente. Il est élu prince-évêque de Trente en 1514. Il a promu une grande rénovation de la ville, de la cathédrale de Trente, et fait reconstruire en 1520 l'église Santa Maria Maggiore.
Le pape Clément VII le crée cardinal lors du consistoire du 9 mars 1530. Le cardinal von Cles ne participe pas au conclave de 1534, lors duquel Paul III est élu pape.
Le 21 mai 1539, il devient administrateur apostolique du diocèse de Brixen.
Il est chancelier de l'empereur romain germanique Ferdinand Ier du Saint-Empire.
Résidant à Trente dans le château du Bon-Conseil, Bernhard von Cles a été un contributeur essentiel dans l'organisation du Concile de Trente, ce qui permit d'organiser le Conseil dans sa région natale de Trente.
Il fit venir dans sa région, des artistes italiens tels que Dosso Dossi de l'école de Ferrare et Il Romanino peintre de Venise.